# USS Hawaii (CB-3)
USS Hawaii (CB-3) byla třetí lodí amerických bitevních křižníků třídy Alaska. Rozhodnutí o stavbě bylo zapříčiněno obavami USA z nasazení podobných typů Japonskem k ničení amerických konvojů. Jméno dostal podle tehdejšího teritoria, spolkového státu Havaj. USS je označení amerického námořnictva pro svá plavidla (United States Ship). CB je označení  pro bitevní křižníky (Large Cruisers, Cruiser Battleship).

## Stavba
Kýl lodě Hawaii byl položen v loděnici New York Shipbuilding Corporation v Camdenu ve státě New Jersey v květnu 1943 a slavnostně spuštěna na vodu byla v listopadu 1945. Standardní výtlak lodi byl 27 500 t., bojový 34 253 t.

## Pohon a pancéřování (plán)
Pohonná jednotka se skládala z osmi kotlů a čtyř vysokotlakých turbín, které dodávaly lodi výkon až 153 000 ks co je asi 102 500 kW. Zásoba 3 619 tun paliva stačila při ekonomické rychlosti 15 uzlů na 12 000 námořních mil. Loď mohla dosáhnout nejvyšší rychlosti 33 uzlů. Pancéřování na lodi bylo 152-228 mm na bocích a méně důležité části (např. záď) ještě méně, na dělostřeleckých věžích a můstku od 279-330 mm. Paluba měla 50,8 mm. Pancéřování pod vodou nebylo vícevrstvé, čímž se lišila od bitevních lodí. I tak však bylo pancéřování lepší než na těžkém křižníku. Jednotka měla jen jediné kormidlo (jako křižník), které způsobovalo menší potíže při manévrování, hlavně při plné rychlosti. Počet šroubů byl čtyři.

## Výzbroj (plán)

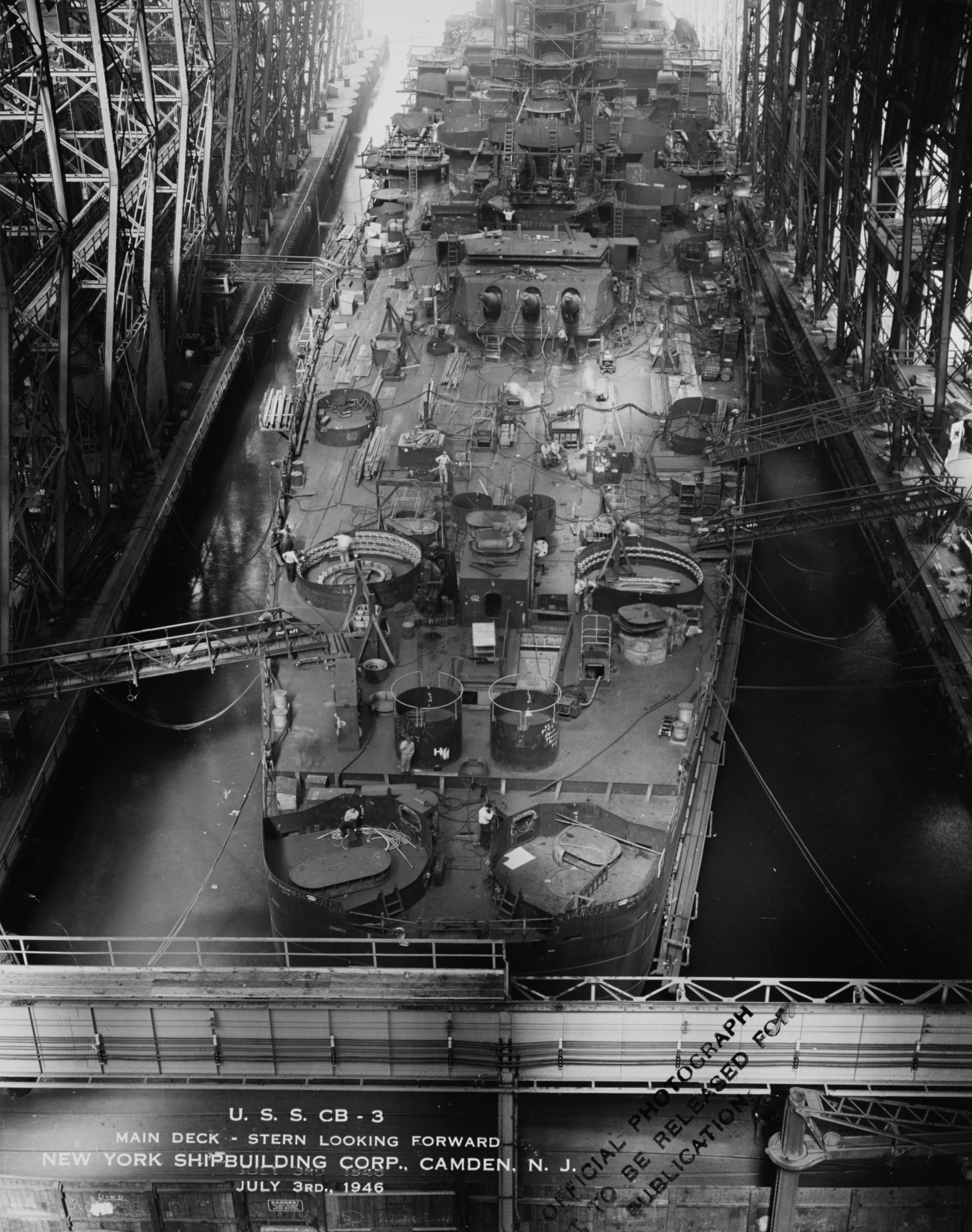
Hawaii v loděnici.

Hlavní výzbroj lodi byla ze tří trojhlavňových věží osazených děly ráže 305 mm (12"/50). Sekundární výzbroj určená hlavně pro boj s lehčími hladinovými plavidly, jako jsou torpédoborce, lehké křižníky apod. se skládala z dvanácti dvouhlavňových věží ráže 127 mm, rozmístěných po dvou na bocích; dvě byly v ose plavidla každé vpředu druhá vzadu, nad dělostřelectvem hlavní ráže. Protileteckou výzbroj zastupovalo 56 kanónů ráže 40 mm, 34 kulometů ráže 20 mm. Za věží a před jediným komínem byly na bocích lodi nainstalovány dva katapulty pro letadla. Sesterská loď Guam mohl nést až čtyři letadla (Hydroplány) OS-2U Kingfisher, po roce 1945 Seahawk, nesl však jen dvě až tři.

## Dohra
Stavba USS Hawaii byla oproti své předchůdkyni, sesterské lodi Guam opožděna skoro o dva roky. Jelikož spuštěna byla až po válce a předpoklad do budoucna byl v použití lehčích hladinových lodí soustředěných kolem letadlové lodi, byla stavba USS Hawaii jako bitevního křižníku v únoru 1947 pozastavena. Později, koncem čtyřiceti let, se uvažovalo o přestavbě na raketový křižník. V únoru 1952 byla jednotka překlasifikována na CBC-1 (Command Ship) – velitelské plavidlo. Tento projekt byl však zrušen a jednotka byla v září 1954 znovu překlasifikována na CB-3.  V dubnu 1959 byl jako nadbytečný prodán do šrotu.